# Brachinus patruelis
Brachinus patruelis är en skalbaggsart som beskrevs av Leconte. Brachinus patruelis ingår i släktet Brachinus och familjen jordlöpare. Inga underarter finns listade i Catalogue of Life.